# Тетрафосфид тетраселена
Тетрафосфид тетраселена — бинарное неорганическое соединение
селена и фосфора
с формулой Se4P4,
кристаллы.

## Получение
- Нагревание тетрафосфида триселена и селена:

{\displaystyle {\mathsf {Se_{3}P_{4}+Se\ {\xrightarrow {250-300^{o}C}}\ Se_{4}P_{4}}}}

## Физические свойства
Тетрафосфид тетраселена образует кристаллы
ромбической сингонии, параметры ячейки a = 0,7199 нм, b = 0,8661 нм, c = 1,2619 нм, Z = 4.
При температуре 300°C в соединении происходит структурный переход в фазу
ромбической сингонии, параметры ячейки a = 0,93200 нм, b = 1,68601 нм, c = 1,43399 нм, Z = 8.
.